# Bottegia spinipennis
Bottegia spinipennis är en skalbaggsart som beskrevs av Fuchs 1961. Bottegia spinipennis ingår i släktet Bottegia och familjen långhorningar.
Artens utbredningsområde är Kenya. Inga underarter finns listade.